# Piper prietoi
Piper prietoi är en pepparväxtart som beskrevs av Truman George Yuncker. Piper prietoi ingår i släktet Piper och familjen pepparväxter. Inga underarter finns listade i Catalogue of Life.